# Зінцгайм
Зінцгайм (нім. Sinzheim) — громада в Німеччині, знаходиться в землі Баден-Вюртемберг. Підпорядковується адміністративному округу Карлсруе. Входить до складу району Раштат.
Площа — 28,50 км2. Населення становить 11 340 ос. (станом на 31 грудня 2020).